# Len Davies
Len Davies, właśc. Leonard Stephen Davies (ur. 28 kwietnia 1899 w Cardiff, zm. 23 listopada 1945 w Prescot) – walijski piłkarz występujący na pozycji napastnika.

## Kariera
W reprezentacji Walii zadebiutował 4 lutego 1922 w wygranym 2:1 meczu British Home Championship ze Szkocją, w którym strzelił gola. W latach 1922–1929 w drużynie narodowej rozegrał 23 spotkania i zdobył 6 bramek.